# 大滝奈穂
大滝 奈穂（おおたき なほ、1976年2月23日 - ）はフリーアナウンサー。静岡県三島市出身。青山学院大学経済学部卒業。

## 来歴・人物
1999年、広島テレビ放送に入社。2005年4月1日「テレビ宣言にゅー」最終回の出演を最後に退社し、フリーアナウンサーとしてセント・フォースに移籍し、その後日テレの関連会社であるニチエンプロダクションへ再移籍。2005年4月3日、NNN24（現日テレNEWS24）「アフタヌーンジャーナル24」がフリーとしての初の仕事となる。
その後結婚のため、2010年3月24日の仕事を最後にキャスター業には一線を引いて、主婦業に専念する。

## 主なフリー以後の出演番組
- 日テレNEWS24
  - 午後いちニュース（火・水）
  - ニュース30+~政治&マーケット解説~（月～水）
  - 新着!エクスプレス30+~政治&マーケット解説~（月～水）

また2006年1月、日テレ系全国ネットの「NNNニュースダッシュ」に、舟橋明恵の代打で1週間キャスターとして出演した。「ニュースダッシュ」には中継先のリポーターとして出演することもある。